# Druhny (film 1989)
Druhny (org. Bridesmaids) – telewizyjny film CBS.

## Obsada
- Shelley Hack – Kimberly
- Sela Ward – Caryl
- Stephanie Faracy – Beth
- Brooke Adams – Pat
- Jack Coleman – Matt

## Opis
Kimberly (Shelley Hack), Caryl (Sela Ward), Beth (Stephanie Faracy) i Pat (Brooke Adams), cztery przyjaciółki z Longansport High School, spotykają się po 15. latach w swojej rodzinnej miejscowości w stanie Minnesota, aby wystąpić w roli druhen na ślubie koleżanki Susan. Z pozoru wszystkie cztery są szcześliwe: Kimberly wyszła za mąż za starszego pana i na terenie Chicago zajmuje się działalnością polityczną. Caryl, mieszka w Nowym Jorku, jest bogata i prowadzi różne interesy. Beth nie pracuje, prowadzi dom, ma troje dzieci. Pat wyszła za mąż za uwodziciela Jacka. Początkowo przyjaciółki wspominają chwile spędzone w szkole, ale w końcu każda z nich zaczyna opowiadać o swoich aktualnych problemach. Ich życie w rzeczywistości ma wiele różnych odcieni, a to głównie za sprawą mężczyzn. Weekend w Minnesocie będzie przełomowym wydarzeniem: kobiety rozjadą się do domów z przekonaniem, że "sprawy trzeba wziąć we własne ręce".